# Rhopalopyx
Rhopalopyx — род цикадок из отряда Полужесткокрылых.

## Описание
Цикадки размером 3-4 мм. Стройные, с тупоугольно-закругленно вступающей вперед головой. Переход лица в темя закруглен. Для СССР указывалось 7 видов.
- Rhopalopyx adumbrata (Sahlberg, 1842)
- Rhopalopyx cigigas Guglielmino, 2002
- Rhopalopyx elongatus Wagner, 1952
- Rhopalopyx monticola Ribaut, 1939
- Rhopalopyx preyssleri (Herrich-Schäffer, 1838)
- Rhopalopyx vitripennis (Flor, 1861)